# Amanita vaginata
Amanita vaginata (Bull.) Lam., Encyclopédie Méthodique Botanique (Paris) 1: 109 (1783).
L'Amanita vaginata detta anche alba è la specie più rappresentativa del gruppo delle Vaginate, facilmente riconoscibile per il cappello di colore argenteo, per la caratteristica striatura sul bordo di quest'ultimo e per l'assenza di anello.

## Descrizione della specie

### Cappello
Campanulato, poi espanso, lucente a secco; color grigio-argenteo, generalmente senza verruche, moderatamente striato al margine, 4–8 cm di diametro.

### Lamelle
Bianche, fitte, libere al gambo.

### Gambo
Cilindrico, assottigliato in alto, cavo; colore bianco, spesso rivestito da fiocchi concolori al cappello, con leggero ingrossamento alla base; mancante di anello come tutte le Amanite del gruppo che rappresenta.

### Volva
Biancastra, persistente, membranosa.

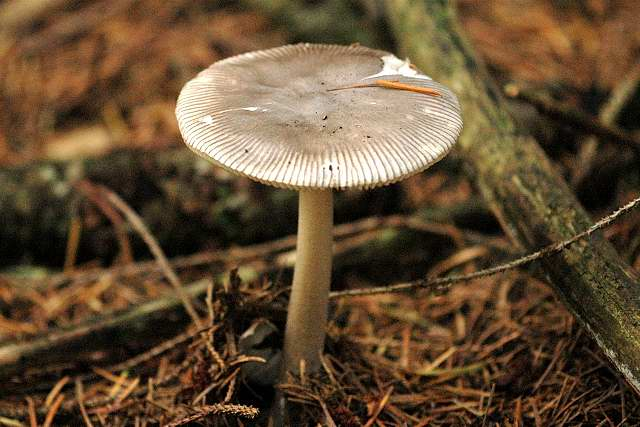

### Carne
Bianca, tenera e molto fragile, specialmente nel gambo. Facilmente deperibile e pertanto si consiglia di consumare il fungo entro breve tempo.
- Odore: leggero e gradevole, un po' aromatico nel fungo adulto.
- Sapore: dolce, delicato.

### Spore
Bianche, globose, guttulate, non amiloidi.

## Habitat
L'Amanita vaginata cresce nei boschi di latifoglie, su prati e brughiere, in estate-autunno.
In caso di prolungata mancanza di precipitazioni, non è infrequente imbattersi in esemplari essiccati perfettamente integri.

## Commestibilità
Velenoso da crudo. Da cotto diventa un ottimo fungo commestibile. Vivamente sconsigliata la raccolta ai meno esperti, perché facilmente confondibile con l'Amanita phalloides o verna.

## Specie simili
- Amanita phalloides var. alba, di cui si distingue per assenza di anello su A. vaginata.
- Altre Amanite del gruppo delle Vaginate.

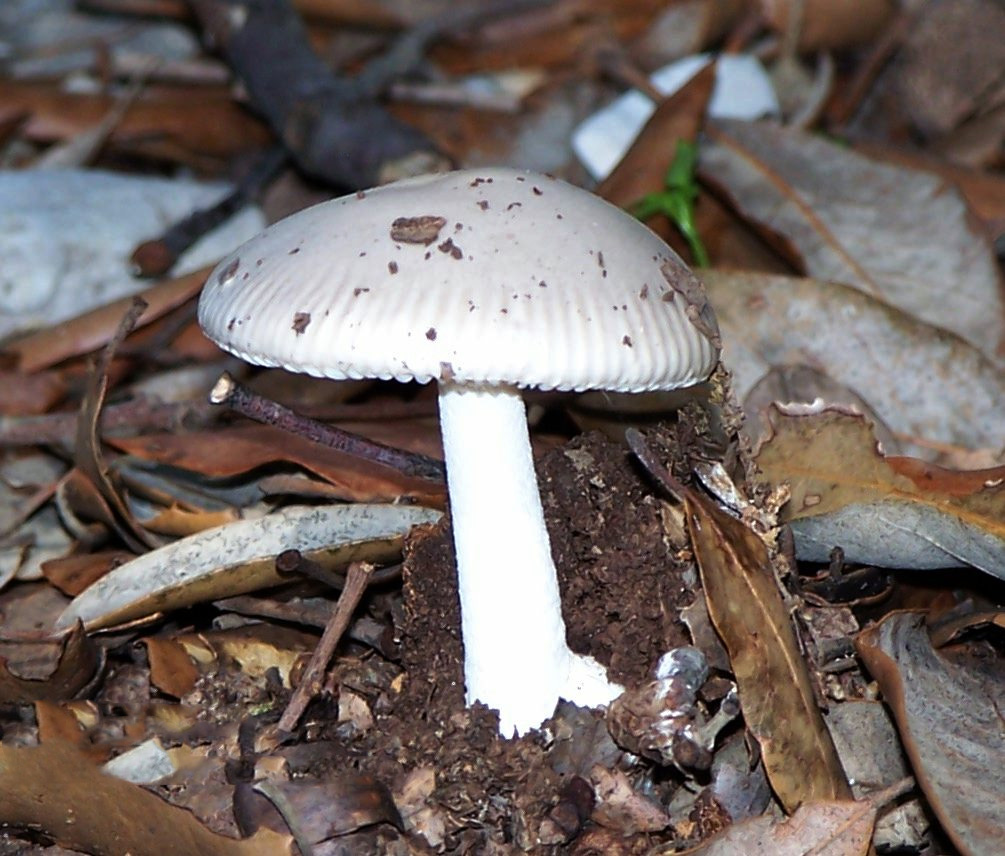
Esemplare giovane

## Sinonimi e binomi obsoleti
- Agaricus plumbeus Schaeff., Fungorum qui in Bavaria et Palatinatu circa Ratisbonam nascuntur 4: 37 (1774)
- Agaricus vaginatus Bull., Herbier de la France 3: tab. 98 (1783) [1782-83]
- Amanita livida Pers.
- Amanita violacea Jacz., Compendium Hymenomycetum, Amanita. Fascicle 13: 277 (1923)
- Amanitopsis albida (Bull.) S. Imai, (1933)
- Amanitopsis plumbea (Schaeff.) J. Schröt., (1889)
- Amanitopsis vaginata (Bull.) Roze [as 'vaginatus'], Bull. Soc. bot. Fr. 23: 111 (1876)